# ピーザ・スクラム (装甲艦)

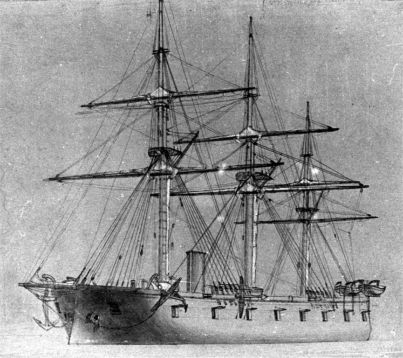
「ピーザ・スクラム」

ピーザ・スクラム (Peder Skram) はデンマーク海軍の舷側砲門艦。
垂線間長226フィート3インチ (69.0 m)、幅49フィート6インチ (15.1 m)、吃水21フィート8インチ (6.6 m)で、排水量は3,373ロングトン (3,427 t)。蒸気機関1基とボイラー4基を搭載し、出力は1680指示馬力で速力11.7ノット。航続距離は10ノットで1500浬であった。煙突は1本。遠距離航海用に3檣シップ型の帆装を有した。
兵装は8インチ前装施条砲6門と24ないし26ポンド前装施条砲12門であった。後に、8インチ前装施条砲8門と6インチ前装施条砲8門となっている。
水線装甲帯は錬鉄製で厚さ4.5インチ (110 mm)。艦砲は厚さ5-インチ (127 mm)の装甲板で守られていた。
船体は木製。
コペンハーゲン海軍工廠で建造。1859年5月19日起工。1864年10月18日進水。1866年8月15日就役。
1885年12月7日除籍。ハルク化され、宿泊艦となった。1897年に解体。